# Ihara Saikaku
Ihara Saikaku (井原 西鶴), pseudònim d'Hirayama Tōgo (平山藤五), (Osaka, 1642-ibídem, 9 de septiembre de 1693),
fou un poeta i novel·lista japonés, una de les més brillants figures de la literatura japonesa del període Edo en la història del Japó.
Procedent d'una família de comerciants i mestre haikai des dels vint anys, Saikaku es feu famós per la seua rapidesa en compondre haikai-no-renga: establí una marca en compondre 23.500 versos en un sol dia durant una cerimònia en el santuari de Sumiyoshi, a Osaka, el 1685. És més conegut, però, per les seues novel·les, com ara Kōshoku Ichidai Otoko (1682) (Home lasciu i sense llinatge o Amors d'un vividor) amb la qual inicià un nou gènere, el de l'ukiyo-zōshi (‘llibres del món flotant’), que continuà amb novel·les com Kōshoku Gonin Onna (1686) (Cinc amants apassionades), i Kōshoku Ichidai Onna (Vida d'una dona galant), del mateix any. En aquest gènere costumista, cínic i picaresc, Saikaku escrigué sobre les peripècies i coqueteigs de la classe mercant i les prostitutes dels barris baixos de les grans ciutats del seu temps: Osaka, Kyoto i Edo.
Malgrat la popularitat que tenia, l'obra en prosa de Saikaku no fou valorada per l'entorn literari de l'època. A la fi del segle xviii hi hagué un ressorgiment de la seua obra a Edo, però fins a finals del segle XIX no es redescobrí com a escriptor pel realisme de la seua narrativa. Així i tot, la censura sobre el contingut eròtic de la seua obra feu que el primer volum de les seues obres completes no aparegués fins al 1949. Actualment se'l considera el millor escriptor de ficció del seu temps: les seues obres han influït en molts escriptors japonesos moderns i tres novel·les seues s'han adaptat al cinema.

## Context històric i sociocultural

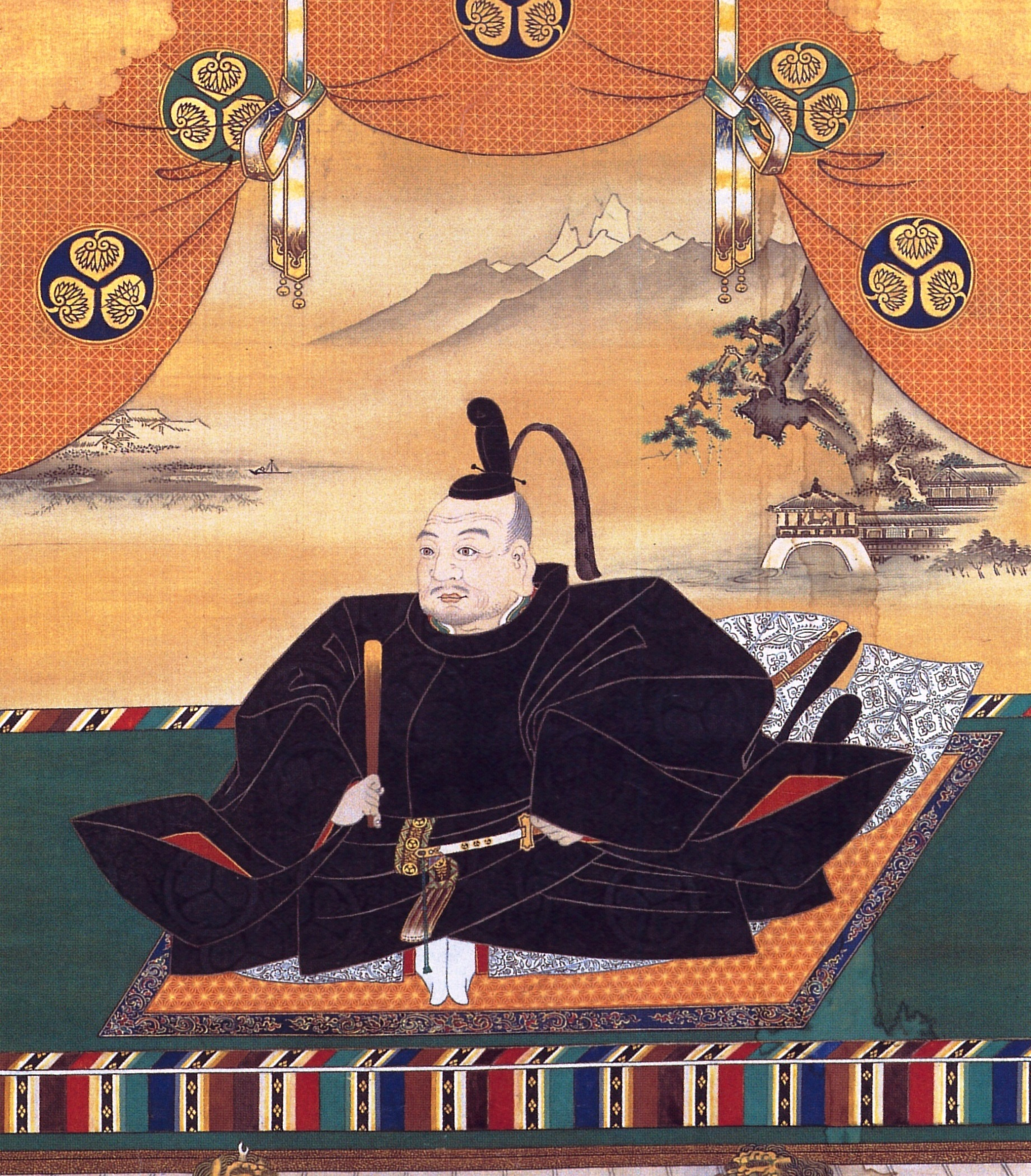
El shogun, fundador del shogunat Tokugawa

El shogunat Tokugawa adoptà una política que centralitzà el poder al voltant de la seua seu d'Edo. El mapa feudal dels dàimios fou reordenat dràsticament, amb una sèrie de cases col·laterals (shinpan) capitanejades per les «Tres Cases» (Sanke) que descendien del fundador del clan Tokugawa, Ieyasu, i tenien el privilegi de proporcionar els successors al shogunat si la línia hereditària principal s'extingia; el grup més nombrós, de lleialtat absoluta i amb feus petits, eren els dàimios afins al shogun (fudai), que eren els que havien fet costat a Tokugawa Ieyasu després de la mort de Toyotomi Hideyoshi, sobretot durant la batalla de Sekigahara; finalment, estaven els «senyors externs» (tozama), dàimios que havien fet costat al bàndol dels Toyotomi i que es rendiren enfront del shogunat després de Sekigahara o la caiguda d'Osaka. Al 1651 el shogunat havia desenvolupat una sèrie de reglamentacions que en garantien l'autoritat sobre l'emperador i la seua cort, els dàimios i els ordes religiosos.
Una mesura de control que tingué conseqüències de molt d'abast fou el sankin kōtai: els dàimios estaven obligats a mantenir una residència a Edo, on tenien les dones i fills, i un seguici adequat, i hi residien alternadament. Edo esdevingué el nucli de l'administració shogunal i la ciutat, que es formà al voltant de l'ampli conjunt de les residències dels dàimios i els districtes samurais, va créixer fins a ser la més gran del país, i generà una xarxa nacional de carreteres i canals navegables que comunicaven amb les ciutats-castell distants dels dàimios.
Això feu que es creàs una nova classe burgesa, els chōnin, formada per artesans i comerciants que atenien les necessitats de dàimios i samurais a les ciutats.
Els samurais desenvoluparen una cultura centrada en la filosofia i el saber clàssic, incorporant-hi valors militars del bushi, i això donà com a resultat el bushidō, el 'camí del guerrer'. La nova classe burgesa desenvolupà una rica cultura referida sobretot a qüestions sentimentals, el seu ideal arribà a ser el «món flotant» (ukiyo), el món de l'elegància i la diversió popular. D'altra banda, a imitació dels samurais, els chōnin aspiraven a aconseguir amb el comerç les qualitats de diligència, honestedat, honor, lleialtat i frugalitat del bushidō, en el que s'ha anomenat el chōnindō, el 'camí del chōnin'.

## Infantesa i joventut
Va nàixer al 1642 en el si d'una família comerciant d'Osaka, professió que va exercir dirigint el negoci familiar, d'importància mitjana, amb quatre o cinc assistents a temps complet i que acabà abandonant per a esdevenir mestre haikai i escriptor de ficció. Saikaku s'inicià en la composició d'haikus a l'edat de quinze anys, i arribà a ser un mestre haikai el 1662, a l'edat de vint. Amb el pseudònim d'Ihara Kakuei, fou membre de l'escola Teimon, de moda llavors, coneguda pels jocs de mots i les associacions lèxiques i fonètiques.
Al voltant del 1670 Saikaku era un dels principals deixebles de Nishiyama Sōin, un mestre del renga, una forma japonesa de vers encadenat. Sōin establí un estil de renga, el Danrin, que usava un llenguatge més col·loquial, amb regles més relaxades i una certa dosi d'humor que parodiava la tradició poètica clàssica i descrivia la vida i costums contemporanis. El 1673 canvià el seu pseudònim inicial de Kakuei per Saikaku, mostrant així la seua filiació amb l'escola Danrin i el seu iniciador, alhora que s'establia com un mestre haikai reconegut públicament amb el seu propi estil personal.
Aquest mateix any dirigeix un gran grup de poetes en la composició de deu mil haikais en dotze dies al santuari Ikutama d'Osaka, dels quals publicà una selecció de tres mil versos triats, la seua primera gran obra, Ikutama manku (Deu mil versos d'Ikutama). En el prefaci es diu que aquests poetes representen un grup avançat, els mètodes del qual, poc ortodoxos, els havien exclòs d'una sessió haikai semblant que s'havia fet poc abans. Havien estat estigmatitzats com a deixebles a la «manera holandesa» (Oranda-ryu), una frase que per als japonesos suggeria coses exòtiques i estranyes, com els comerciants holandesos que es veien a Nagasaki.

## Obra poètica

L'estàtua d'Ihara Saikaku al santuari Ikukunitama, Osaka

El 1675 va morir la seua esposa a l'edat de vint-i-cinc anys, i deixà a Saikaku al càrrec de tres fills molt joves, un dels quals era cec. Cinc dies després compongué, en unes dotze hores, un rèquiem haikai de mil versos (la qual cosa implica uns quaranta segons per vers). En aquesta primera obra extensa de Saikaku, publicada amb el títol de Haikai Dokugin Ichinichi Senku (Mil versos haikai en solitari en un sol dia), fusiona els seus interessos narratius i lírics.
A part de la qualitat i el valor com a font sobre la seua vida íntima, aquesta obra és el primer exemple conegut de l'ús del haikai en la seua obra individual. El haikai es componia col·lectivament, però aquesta execució en solitari permeté a Saikaku més llibertat d'expressió, tot i que les regles elaborades per organitzar una fluida sessió en grup es convertien en aquest cas en un inconvenient, sense altra justificació que la tradició.
Poc després de la mort de l'esposa, en senyal de dol, s'afaità el cap i, abandonant els assumptes domèstics als seus assistents, es convertí en monjo secular i es dedicà de llavors ençà a l'escriptura. Dos anys després, el 1677, l'èxit de la seua primera obra haikai extensa li feu compondre'n una altra en solitari, una composició en un dia de mil sis-cents versos, units en seqüències de cent versos, titulada Oku Kazu (Molts versos), a la qual seguí el 1680 Saikaku Oyakazu (Molts versos de Saikaku), una seqüència de quatre mil versos escrita en un dia.
Els tòpics que mostra Saikaku en aquestes dues composicions haikai en solitari s'allunyen dels tradicionals en la renga, o fins i tot en el haikai de la generació prèvia, i introduïa els temes que abordaria en la seua obra en prosa: la vida en les grans ciutats.

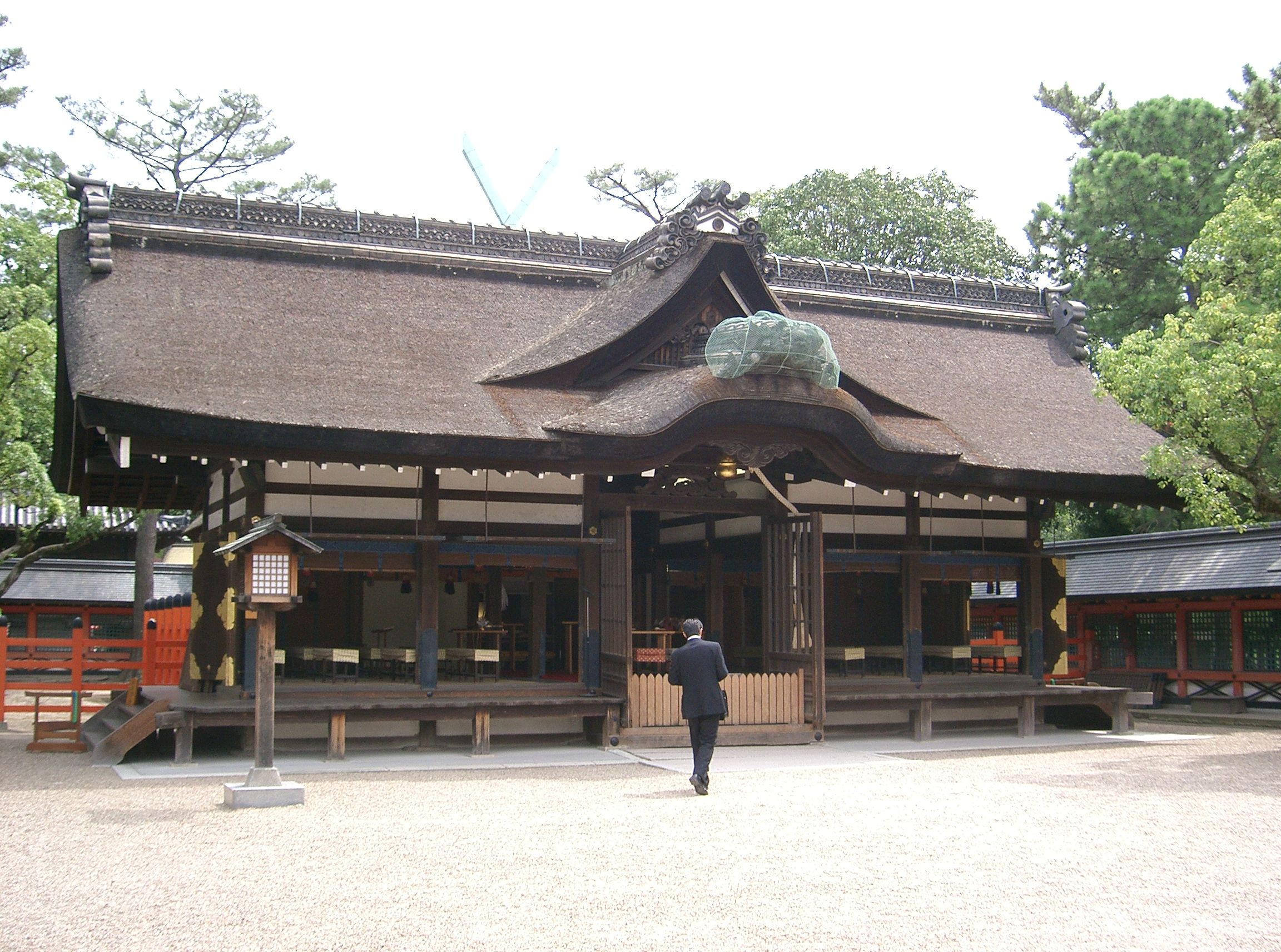
Santuari Sumiyoshi, a Osaka

Sembla que Saikaku demanà al seu mestre Sōin que inclogués crítiques en la publicació d'Oku Kazu, però aquest s'excusà dient que era massa llarg. Tot i que fos reconegut en aquesta època com el deixeble més prometedor de Sōin, potser que aquest veiés amb un cert grau de disgust la tendència de Saikaku a utilitzar el haikai com una exhibició del seu virtuosisme, i hi ha evidència d'una fredor creixent en la seua relació personal des de llavors. El yakazu haikai, com es denominava aquest fenomen, era un desenvolupament natural dels principis de velocitat i associació lliure d'idees que Sōin encoratjava, però sembla que posava més èmfasi en el volum que en la qualitat de l'obra.
Els rècords successius de Saikaku en la composició individual es veien amenaçats per seguidors del seu estil de haikai lliure, fins que posà punt final a qualsevol esforç per rivalitzar amb ell el 1685, quan compongué 23.500 versos en vint-i-quatre hores, a raó de setze per minut, durant una cerimònia en el santuari Sumiyoshi, d'Osaka. La gesta li ocasionà el retret del gran poeta Matsuo Bashō, contemporani seu, que escrigué: «La competència progressa / i vint mil versos de mosques / es mouen en l'aire.»
Saikaku no abandonà mai per complet la seua relació amb el haikai; dos anys després de la publicació de la seua primera novel·la realitzà la proesa dels 23.500 versos en vint-i-quatre hores, sextuplicant el seu rècord anterior. Tot i que, durant cinc anys a partir del 1685, temps en què publicà més d'una dotzena de novel·les o volums d'històries, no sembla que produís cap vers, des del 1690 fins a la seua mort al 1693 col·laborà amb un considerable nombre de hokku en diferents recopilacions, i amb altres autors en algunes produccions més extenses; també participà en una controvèrsia que es va produir sobre la seua qualificació com a jutge haikai.

## Llibres del món flotant
La distància de la mena de vers ràpid haikai en solitari que practicava a la ficció era curta, i el 1682 Saikaku escriu Kōshoku Ichidai Otoko (Home lasciu i sense llinatge o Amores d'un vividor). En aquesta primera obra en prosa empra una mena de haibun caracteritzat per l'ús de llenguatge col·loquial i un cert interés pel costumisme quotidià.
Amb Kōshoku Ichidai Otoko Saikaku inicia el gènere que va arribar a dir-se Ukiyo-zōshi (浮世草子) (Ukiyo-zōshi'?), relats breus i obres narratives de més extensió destinades al consum popular, que reflectien la nova riquesa i l'oci dels chōnin, la classe urbana, als barris alegres. Eren obres sovint audaces i prohibides, que arribaren a l'auge en els primers temps del període Edo. L'obra conté cinc volums i quaranta-cinc seccions, una per cada any de la vida del protagonista, Yonosuke, un chōnin de segona generació el pare del qual, Yumesuke, és un expert en l'amor i la mare és una famosa tayū (una recitadora) del barri xinés de Kyoto.
Pot dividir-se en dues parts; la primera descriu les aventures juvenils de Yonosuke i la seua vida de rodamon, i la segona narra la seua vida de perdut en alguns barris baixos, i se centra en els personatges d'una manera complexa, realista i sovint humorística, alhora que es distancia dels estereotips sobre les crítiques a les prostitutes contemporànies.
Dos anys després, al 1684, Saikaku escrigué Shoen Ōkagami (El gran mirall de la bellesa femenina), una espècie de seqüela d'Amors d'un vividor, que tornava a tractar sobre els barris baixos, a què seguiren Kōshoku Gonin Onna (1686) (Cinc amants apassionades) i Kōshoku Ichidai Onna (Vida d'una dona galant) el mateix any. Escrita al cim de la carrera de Saikaku, Vida d'una dona galant consta de sis volums i vint-i-quatre capítols. És una de les darreres d'una sèrie de «llibres d'amor» (kōshoku-bufó), un subgènere dels «llibres del món flotant» (Ukiyo-zōshi) que Saikaku començà amb Amors d'un vividor. Es tracta de la confessió d'una dona madura a dos joves, en què descriu les seues experiències, començant per la seua infantesa com a filla d'un antic aristòcrata a Kyoto i la seua vida com a encarregada en el palau imperial i la seua progressiva decadència fins a acabar exercint la prostitució al carrer. És l'única obra extensa de Saikaku que escriu en primera persona, un ressò del zange (penediment) budista, un tipus de confessió narrativa que es donava en històries medievals.
Saikaku, que fins llavors havia publicat sols a Osaka, comença a publicar a les tres majors ciutats del Japó: Osaka, Kyoto i Edo. En aconseguir un públic nacional, cresqué la pressió perquè escrigués per encàrrec i en gran quantitat; al principi produïa un o dos llibres per any, però en els anys 1687 i 1688 edita dotze llibres, en seixanta-vuit volums.
El 1685 Saikaku escriu dues obres de teatre ningyō-jōruri (人形浄瑠璃) ('ningyō-jōruri'?), gènere predecessor del teatre de titelles bunraku, per a la companyia d'Uji Kaganojō (1635-1711), el més famós recitador i titellaire de Kyoto, substituint a Chikamatsu Monzaemon com a autor quan aquest el deixà per la companyia del seu deixeble Takemoto Gidayū, i totes dues companyies s'instal·laren a Osaka.

## Recopilacions d'històries
El seu estil canvia en aquests anys. Fins al 1686 Saikaku havia escrit bàsicament narracions de ficció extenses, històries que giraven al voltant de la vida d'un protagonista o d'un petit grup de personatges, en les quals destacava l'ús de literatura clàssica, l'al·lusió de tipus haikai, la paròdia i els recursos retòrics. De llavors ençà tendeix cap a un gènere medieval, les col·leccions de setsuwa (説話) ('setsuwa'?), mites i narracions tradicionals, que li permeten demostrar el seu talent com a escriptor d'històries breus i treballar sobre històries que coneixia.
Aquestes obres eren reculls d'històries breus, unides per un tema o format particulars, en què bandeja l'èmfasi en la paròdia i retòrica clàssiques. Els temes que predominen en les seues novel·les, concebudes per l'observació de la gent de la seua època, foren els diners i el sexe, en què incideix sense caure en el moralisme o la pornografia; les històries de Saikaku, sense importar-li la condició i cultura dels personatges, reflecteixen la seua escandalosa vida, les passions i els crims en un to burlesc i obscè.
Saikaku Shokoku-banashi (Contes de Saikaku de províncies), publicat el 1685 i Futokoro Suzuri (La pedra de tinta de butxaca), del 1687, són dues obres representatives d'aquest canvi, que repleguen anècdotes d'alguns zones del Japó, contes sobrenaturals, llegendes i històries modernes. Honchō Nijū Fukō (Vint fills desnaturalitzats al Japó), del 1686, és un recull d'històries basades en material tradicional i en exemples contemporanis, que il·lustren violacions del codi de pietat filial, contraposant les ofenses de les generacions joves a la suposada moralitat d'una època anterior.

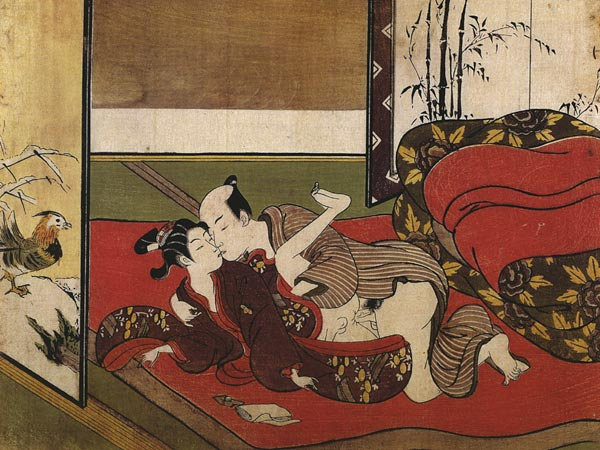
Suzuki Harunobu, sèrie de 24 gravats eròtics de mitjan de tipus shunga. Museu Victoria i Alberto, Londres. Saikaku afirmava que l'amor pels joves era anterior a l'heterosexual, esmentant precedents xinesos de la conducta homosexual dels japonesos

El 1687 publica Nanshoku Ōkagami (El gran espill de l'amor entre homes), una col·lecció de quaranta relats el tema dels quals són les relacions homosexuals entre homes i joves,
considerada «el clàssic japonès més important sobre l'amor pels joves».
Les vint primeres històries se centren en el wakashudō (若衆道) ('wakashudō'? 'La via del jove'), les relacions entre guerrers samurais amb xics, anomenats wakashū, que quan arribaven als dènou anys passaven per una cerimònia que els conferia l'estatus adult, després de la qual prenien el rol corresponent en les seues relacions amb joves. Aquestes primeres històries exemplificaven l'ideal pederasta, mentre que el segon grup de vint històries, en l'ambient dels actors joves kabuki, mostraven la pederàstia amb xics que es prostituïen als districtes del teatre de les tres ciutats més grans del Japó.
Saikaku hi tracta dos tipus bàsics d'homes: els shojin-zuki, bisexuals, que tenien sexe amb xics, i els onna-girai, els que odien a les dones, que només són homosexuals, i centra l'atenció en aquests.
El cinquè shogun Tokugawa des del 1680, Tokugawa Tsunayoshi, tenia feblesa pels xics bells que demostraven talent en el teatre noh i els aplegava al castell d'Edo; el van imitar un nombre de senyors, mantenint com a amants jovenets, fent d'Edo el lloc entre els samurais per a l'amor gai. Publicada a Osaka i Kyoto, Saikaku pretén haver escrit El gran espill de l'amor entre homes d'Edo, potser amb vista a estendre el seu públic a la seu del govern. Honchō Nijū Fukō (Vint fills desnaturalitzats al Japó), escrita el mateix any, es publica a Osaka i Edo, com ho serien la resta de les seues obres posteriors.
Tot i que el tema principal de l'obra de Saikaku eren els habitants de les ciutats, també s'interessà pels costums i valors de la classe guerrera, els samurais. El 1687 Saikaku publica Budō Denraiki (Històries de comportament tradicional samurai), a la qual segueixen el 1688 Bukegiri Monogatari (Contes del deure samurai) i Shin Kashōki (Nous registres de successos estranys). Les tres eren reculls d'històries independents, que tractaven els temes tradicionals de lleialtat, honor i revenja, tot i que presentades d'una manera realista i moderna que enfronta el lector amb l'aspecte noble de l'ètica del guerrer, i amb la seua futilitat i patetisme.
El 1689 Saikaku escriu una de les primeres recopilacions japoneses d'històries detectivesques, Honchō Ōin Hiji (Judicis fets sota les flors del cirerer en aquest país). Il·lustrada per Yoshida Hanbe, aplega quaranta-quatre històries de juís en les corts de justícia, sobretot preses d'històries populars del període Edo. Es tractava d'antigues històries xineses de detectives, en què l'heroi solia ser un magistrat. Conegudes al Japó des de feia un cert temps, fins a la dècada del 1660 els escriptors japonesos no treballaren aquest gènere, a les quals Saikaku donà per primera vegada importància literària.

## Històrieschōnin
El creixement d'Edo com a seu del shogunat i la conseqüent creació d'una xarxa nacional de transport i comunicacions al Japó feu créixer l'economia a l'àrea Kyoto-Osaka i propicià l'aparició d'una nova classe social burgesa, els chōnin, que feu fortuna en la nova economia basada en moneda, el capital de la qual s'invertia i circulava, que anà reemplaçant els comerciants que havien fet fortuna abans amb privilegis monopolistes i relacions amb els senyors feudals.
El 1688 Saikaku escriu la primera de les seues anomenades «històries chōnin», Nippon Eitaigura (El magatzem etern del Japó), en què suggereix tècniques per a fer fortuna en aquesta nova economia. El subtítol del llibre era Daifuku Shin Chōja Kyō (Fortuna, evangeli del nou milionari), indicant així una seqüela de Chōjakyō (Evangeli del milionari), un llibret editat al 1627 que descrivia com tres comerciants havien assolit la seua fortuna.
Les virtuts per les quals advoca Saikaku en aquestes obres eren la ingenuïtat (saikaku), l'estalvi, la diligència i l'honestedat. L'obra comença amb la pretensió de revelar els mitjans per fer-se ric amb la nova economia, però acaba mostrant com n'és de difícil assolir-ho i fins i tot qüestiona la seua validesa com a objectiu per als habitants urbans. Molts relats critiquen l'adoració als diners i advoquen per un estil de vida honest, frugal i tranquil. Saikaku hi inclou narracions sobre fracassos financers, i anticipa així una visió de la vida econòmica més pessimista que es reflectiria el 1692 en Seken Munezan'jo (Càlculs mentals mundans o Els càlculs que permeten triomfar en el món), en què el tema és l'omnipotència dels diners, els camins tortuosos per a tenir-ne i el menyspreu en què els que perden la fortuna cauen. Il·lustrada per Makieshi Genzaburō, l'obra conté vint històries sobre l'acumulació de deutes i l'evasió dels deutors, centrades en habitants urbans; l'acció de cada relat té lloc el darrer dia de l'any, el darrer dia de càlcul per als comerciants.
Altres obres d'aquest període són Kōshoku Seisui Ki (1688), amb il·lustracions de Yoshida Hanbei, vint-i-cinc històries de patrons rics als barris baixos; i Hitome Tamaboki (1689), una guia del Japó (bàsicament Honshū i Kyūshū) il·lustrada per un artista desconegut, segurament basada en notes del mateix Saikaku dels seus viatges. I Wankyū Nise no Monogatari (1691), amb il·lustracions també d'un artista desconegut: una novel·la curta en catorze capítols que narra les experiències en l'infern d'un home que abusà de la pederàstia. Després de moltes doloroses experiències en un infern poblat per xics dimonis, arriba a la il·luminació budista i retorna miraculosament a la vida, decidit a ser en el futur un client de la prostitució masculina més considerat.

## Recepció i crítica
Durant la major part dels segles XVIII i XIX, la figura literària de Saikaku fou totalment eclipsada pels altres dos grans escriptors de l'era Genroku, el dramaturg Chikamatsu Monzaemon i el poeta Matsuo Bashō. Fou generalment menyspreat en els cercles literaris com si no hagués sigut un autèntic escriptor. El famós novel·lista del període Edo Kyokutei Bakin en digué: «no té un àtom [literalment, un caràcter] de literatura al ventre.» No fou sols la seua suposada falta d'erudició allò que li procurà el menyspreu dels cercles intel·lectuals japonesos; la manca de respecte a les convencions literàries (tant en la seua poesia com en la prosa) de l'holandés Saikaku, així com el seu interés per temes plebeus i la suposada immoralitat de la seua obra anaren en contra de la seua reputació.
Tot i que a la fi del s. XVIII hi hagué un ressorgiment de la seua obra a Edo, que inspirà a Santō Kyōden i altres escriptors de l'època, aquesta situació s'allargà fins a la fi del segle xix, ja en l'era Meiji; el primer treball seriós sobre Saikaku fou un article de Kōda Rohan publicat el 1890, i el primer estudi sobre ell isqué al 1897. Aquest redescobriment s'inspirà en la qualitat realista de la seua obra, que atragué escriptors que intentaven reintroduir una manera de realisme en la literatura japonesa, com ara Ozaki Kōyō i Kōda Rohan, i més tard autors de l'escola naturalista com Tayama Katai, que reconegué en l'obra de Saikaku el vigorós realisme que havia trobat en els naturalistes francesos del segle xix.

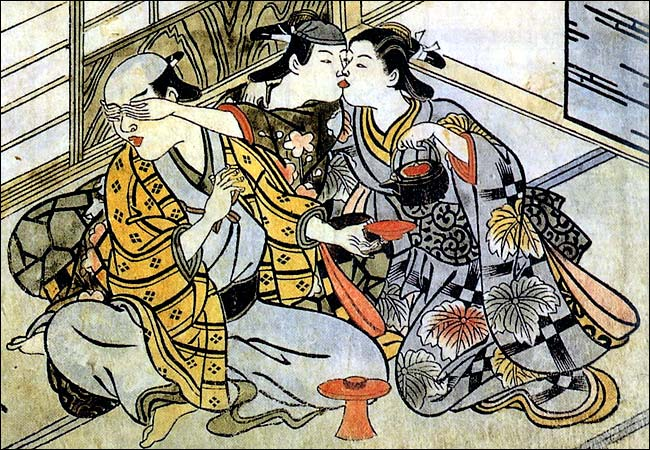
Un home amb el seu jove amant besant en secret una serventa. Nishikawa Sukenobu, gravat, era Kyōhō (1716-1735). La preponderància d'històries sobre els barris de prostitució i les relacions homosexuals feu que alguns experts considerassen Saikaku un proveïdor de pornografia per al lector

Les experiències dels clients dels bordells i de les prostitutes eren el material per a un escriptor de la seua època i classe social, i era innegable l'existència de grans barris de prostitució a les ciutats nipones (el barri Shimabara a Kyoto, Shin-machi a Osaka, Shin-Yoshiwara a Edo, Maruyama a Nagasaki) i un gran nombre de petits barris arreu del Japó del període Edo. Aquests eren centres de moda i cultura de la nova burgesia, i tingueren un paper important en la vida de Saikaku i dels seus coetanis, així com la pederàstia i la prostitució masculina. La pràctica de la sodomia es difongué entre els cercles samurais al Japó en els anys de guerra dels segles XIV i XV, i també s'associava al celibat dels monjos budistes, de manera que tenia un cert prestigi i fins i tot fou considerada una manera superior de relació. Saikaku no inicia cap nou tema ni sorprén els contemporanis amb els seus relats, ja que el debat sobre els mèrits relatius de les «dues vies de l'amor» eren el tema central de moltes obres populars. Saikaku, el primer dels chōnin a escriure sobre el seu món des del seu punt de vista, és el fundador d'una literatura burgesa que descriu amb precisió l'escena i reflecteix l'esperit de la nova societat de la qual era membre, en simpatia amb les actituds i ideals de la seua classe.
El contingut eròtic de la seua obra provocà, però, la censura del govern i els militars japonesos, i fins al final de la Segona Guerra Mundial no es pogueren publicar edicions senceres de les seues obres. El primer volum dels quinze que s'anunciaren de Teihon Saikaku Zenshū (Edició estàndard de les obres completes de Saikaku) isqué el 1949.
Actualment se'l considera el millor escriptor de ficció del període Edo, i les seues obres han influït en molts escriptors japonesos moderns.
Ilia i Javier Sologuren, en La lluna en l'aigua: teatre i conte japonesos, consideren Saikaku «entre els tres més grans narradors del Japó de tots els temps», i completen la llista amb dues dones de la cort de Heian de Kyoto: Murasaki Shikibu, autora del Genji Monogatari (源氏物語) ('Monogatari'?) (primeria del segle XI), traduït com a Novel·la de Genji, Romanç de Genji o Història de Genji; i Sei Shonagon, autora del diari Makura no Sōshi (枕草子) ('Makura no Sōshi'? El llibre del coixí), ca. 1000.
Yukio Mishima manifestà que la seua novel·la Kamen no kokuhaku (Confessions d'una màscara, 1949) era la primera obra important que abordava el tema de l'homosexualitat al Japó des del Nanshoku Okagami (El gran espill de l'amor entre homes) de Saikaku,
obra que Louis Crompton considera «la més insigne obra literària sobre homosexualitat masculina en qualsevol llengua abans de l'època actual».

## Adaptacions
El 1952 el director japonés Kenji Mizoguchi feu una adaptació de Kōshoku Ichidai Onna (Vida d'una dona galant) titulada Saikaku Ichidai Onna (La vida d'Oharu), que guanyà el premi internacional del Festival Internacional de Cinema de Venècia el 1952. El 1961 Yasuzo Masumura adaptà Kōshoku Ichidai Otoko (Amors d'un vividor), i el 1978 Noboru Tanaka Cinc amants apassionades en la pel·lícula Pinku saron: Kōshoku gonin onna.
El 1991 es feu una adaptació de Kōshoku Ichidai Otoko en un anime titulat The Sensualist, dirigit per Yukio Abe i escrit per Eiichi Yamamoto.

## Obra

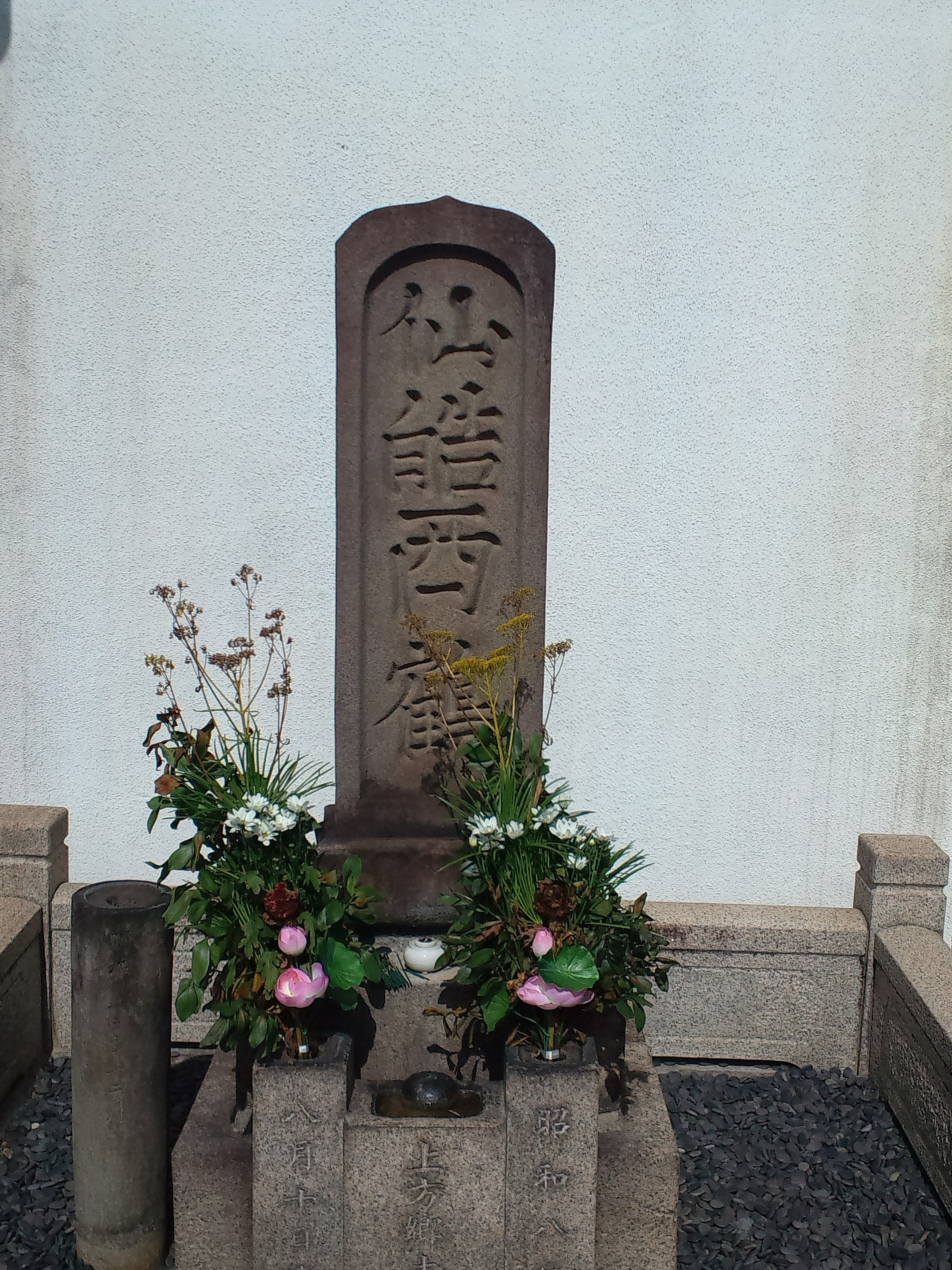
Tomba d'Ihara Saikaku a Osaka

Després dels primers anys com a mestre haikai, Saikaku escrigué contes i novel·les en estil ukiyo-zōshi, sobre la vida quotidiana, els personatges i moralitat de la seua època. El conjunt de l'obra d'Ihara Saikaku és molt fecund, i se sol dividir en tres períodes de temes homogenis. Entre 1682 i 1686 escriu bàsicament històries de tema galant, kōshoku-mono; en el segon període, entre 1686 i 1688, històries de guerrers samurais, buke-mono; i en un tercer període entre 1688 i 1693 descriu les vides dels chōnin, la classe burgesa de la qual provenia, anomenades chōnin-mono.
Tot seguit hi ha algunes de les seues principals obres (amb traducció a l'espanyol):

### Obra poètica
- Diez mil versos de Ikutama (生玉万句, Ikutama Manku) (1673).
- Mil versos haikai en solitario en un solo día (俳諧独吟一日千句, Haikai Dokugin Ichinichi Senku) (1675).
- Muchos versos (大句数, Oku Kazu) (1677).
- Muchos versos de Saikaku (西鶴 大矢数, Saikaku Oyakazu) (1680).

### Històries galants
- Hombre lascivo y sin linaje o Amores de un vividor (好色一代男, Kōshoku Ichidai Otoko) (1682).
  -  Hombre lascivo y sin linaje.  Hiperión, 1982. ISBN 9788475170817.
  -  Amores de un vividor.  Alfaguara, 2003. ISBN 9788420465456.
- El gran espejo de la belleza femenina: Hijo de un vividor (好色二代男　諸艶大鏡, Kōshoku Nidai Otoko Shoen Okagami) (1684).
- Cinco amantes apasionadas (好色五人女, Kōshoku Gonin Onna) (1685).
  -  Cinco amantes apasionadas.  Hiperión, 1992. ISBN 9788475173566.
- Vida de una mujer galante (好色一代女, Kōshoku Ichidai Onna) (1686).
  - Vida de una mujer amorosa. Traduït per Daniel Santillana. Sisè Pis. 2012)

- El gran espejo del amor entre hombres (男色大鑑, Nanshoku Okagami) (1687).
  - El gran espejo del amor entre hombres. Històries de samuráis. (Traduït per Carlos Rubio i Akiko Imoto. Satori. 2013)
  -  El gran espejo del amor entre hombres.  Interzona, 2004. ISBN 987-21014-3-4.
  -  Historias de amor entre samuráis.  Laertes, 1985. ISBN 9788485346622.[38]

### Teatre jōruri
- Kotakeshū (小竹集) (1685).[39]

### Recopilacions d'històries
- Cuentos de Saikaku de varias provincias (西鶴諸国ばなし, Saikaku Shokoku-banashi) (1685).
- Veinte hijos desnaturalizados en Japón (本朝二十不孝, Honchō Nijū Fukō) (1686).
- La piedra de tinta de bolsillo (懐硯, Futokoro Suzuri) (1687).
- Juicios hechos bajo las flores del cerezo en este país (本朝桜陰比事, Honchō Ōin Hiji) (1689).

### Històries de samurais
- Introducción a las artes marciales (武道伝来記, Budō Denraiki) (1687).
- Cuentos del deber samurái (武家義理物語, Bukegiri Monogatari) (1688).
- Nuevos registros de sucesos extraños (新可笑記, Shin Kashōki) (1688).

### Històrieschōnin
- El almacén eterno de Japón (日本永代蔵, Nippon Eitaigura) (1688).
- Kōshoku Seisui Ki (好色盛衰記) (1688).
- Hitome Tamaboko (一目玉鉾) (1689).
- Wankyū Nise no Monogatari (椀久二世の物語) (1691).
- Cálculos mentales mundanos o Los cálculos que permiten triunfar en el mundo (世間胸算用, Seken Munazan'yō) (1692).

### Publicacions pòstumes
Després de la mort de Saikaku al 1693 se'n publicaren algunes obres inèdites.
- Saikaku Okimiyage (西鶴置土産) (1693), amb il·lustracions de Makieshi Genzaburō; quinze relats d'antics patrons rics dels bordells que anaren a menys.
- Saikaku Oritome (西鶴織留) (1694), amb il·lustracions de Makieshi Genzaburō; 23 relats sobre els chōnin i fer-se rics.
- Saikaku Zoku Tsurezure (西鶴俗つれづれ) (1695), amb il·lustracions de Makieshi Genzaburō; 18 relats, molts sobre el tema de la ruïna a causa de l'alcohol.
- Yorozu no Fumihōgu (万の文反古) (1696) amb il·lustracions de Makieshi Genzaburō; 20 relats epistolars sobre chōnin, samurais o prostitutes.
- Saikaku Nagori no Tomo (西鶴名残の友) (1699), amb il·lustracions d'un aficionat desconegut; 27 relats sobre poetes haikai amb qui Saikaku es relacionà.